# Aero-Club von Deutschland
Der Aero-Club von Deutschland war eine von Hermann Göring gegründete und ihm nahestehende Geselligkeits- und Lobbyisten-Vereinigung der deutschen Luftfahrt in der Zeit des Nationalsozialismus.

## Der Club
Göring bildete ihn aus dem 1907 gegründeten Deutschen Aero Club.
Hier trafen sich die neuen und die alten Eliten. Der Club hatte einen großbürgerlich und elitär-nationalsozialistischen Charakter. Die Mitgliedschaft war eine Auszeichnung.
Die Mitglieder trafen sich im Haus der Flieger. Dieses verfügte auch über zahlreiche Séparées, die sich laut Rüdiger Hachtmann vorzüglich dazu eigneten, „neue politische Beziehungen zu knüpfen bzw. alte Kontakte zu pflegen, unter vier oder sechs Augen Pläne zu schmieden und Informationen auszutauschen“.
Ein weiteres „Haus der Flieger“ wurde für den Club 1938 in Wien eröffnet.
Im Juni 1944 wurde beschlossen die Kosten des Aero-Clubs rückwirkend ab 1. Januar 1943 durch das Sonderkonto „S“ des Freundeskreis Reichsführer SS zu finanzieren.

## Mitglieder
Die Mitglieder wurden von Göring persönlich in den Club kooptiert. Der Club umfasste 1000 bis 2000 Mitglieder des öffentlichen Lebens.
Mitglieder waren u. a.:
- alle Minister der Reichsregierung
- 60 hochrangige Angehörige des Diplomatischen Corps
- 20 Staatssekretäre
- sämtliche höheren Offiziere der Luftwaffe
- Rudolf Heß
- Wilhelm Keitel
- Erich Raeder
- Walther von Brauchitsch
- Hans Heinrich Lammers
- Herbert Backe
- Roland Freisler
- Wilhelm Keppler
- Fritz Todt
- mehrere Krupps und Röchlings
- Carl Bosch
- Albert Vögler
- Carl Friedrich von Siemens
- Friedrich Flick
- Ernst Poensgen
- Günther Quandt